# Stadio Bruk-Bet
Lo Stadion Bruk-Bet è uno stadio polacco della città di Nieciecza, nel comune di Żabno.
Ospita le partite casalinghe del LKS Nieciecza.
Lo stadio è stato costruito nel 2007 dall'imprenditore Krzysztof Witkowska, proprietario della Bruk-Bet (grande azienda specializzata nel calcestruzzo) e della squadra del LKS Nieciezca. Il 26 agosto del 2007 si è disputata la gara inaugurale LKS Bruk-Bet Nieciecza contro Poprad Muszyna (3-0).
A causa delle regole della Ekstraklasa il club ha dovuto ampliare il proprio stadio per poter ospitare almeno 4.500 persone. La prima partita giocata nel nuovo stadio ampliato è stata disputata contro il Lech Poznań (7º turno del campionato 2015-16).